# Brachysetodes trifidus
Brachysetodes trifidus là một loài Trichoptera trong họ Leptoceridae. Chúng phân bố ở vùng Tân nhiệt đới.